# Planeta ficticio
Un planeta ficticio es un planeta inexistente en el universo que aparece principalmente en el género de ciencia ficción como ubicación de las historias.

## Listado de planetas ficticios más famosos
Contiene planetas no encontrados en las listas precedentes.

### K
Krypton: Es un planeta ficticio que aparece en los cómics estadounidenses publicados por DC Comics. El planeta es el mundo nativo de Superman (tanto en el comic como en las series de televisión y producciones cinematográficas) y lleva el nombre del elemento Kriptón. El planeta fue creado por Jerry Siegel y Joe Shuster, y fue mencionado por primera vez en Action Comics # 1 (junio de 1938). El planeta hizo su primera aparición completa en Superman # 1 (verano de 1939).
Krypton es también el mundo nativo de Supergirl, Krypto el superperro y Power Girl (en su caso, una versión de universo alternativo denominada "Krypton-Dos"). Se ha descrito consistentemente como destruido poco después de la huida de Superman del planeta, aunque los detalles exactos de su destrucción varían según el período de tiempo y los escritores. Los Kryptonianos fueron las especies dominantes en Krypton.

### N
Naboo: Es un planeta ficticio del sistema homónimo en el universo de la serie cinematográfica de ciencia ficción La Guerra de las Galaxias. Aparece en los episodios de la saga I, II, III y en la edición especial del VI. En el planeta Naboo habitan dos civilizaciones: los pacíficos humanos conocidos como naboo y los gungan. Ambos guardaban las distancias entre ellos hasta la batalla de Naboo. Las verdes llanuras de Naboo eran interrumpidas solo por colinas, frondosos bosques y bellas cascadas de agua cristalina y lagos o pantanos de densa profundidad donde los gungans habitan. Este planeta es pacífico por naturaleza, ambas civilizaciones desechan la guerra, abogando solo por la paz y el arte. La capital de los naboo era Theed y estaba regida por el Gobernador Sio Bibble, que respondía directamente ante la Reina Amidala y el Consejo de Naboo. La capital de los gungan era Otoh Gunga.

Namek (o Namekku-sei): Es un planeta de la serie de manga y anime de Dragon Ball que apareció por primera vez en el Arco de Freezer. Es el planeta natal de Piccolo y Kamisama. El planeta posee una atmósfera respirable, lo que lo hace habitable para especies que requieran oxígeno para vivir. Así mismo, la mayor parte de la superficie del planeta se compone de un conjunto de islas conectadas entre sí por un enorme océano que abarca todo el planeta. Las islas más grandes albergan pequeñas aldeas donde los Namekianos (nativos de este planeta) viven. Es un planeta con una vegetación promedio, donde las especies que lo habitan en lo que a la vida silvestre se refiere, están las ranas, peces y dinosaurios. Se sabe que alrededor de 100 Namekianos habitan la superficie del planeta. Namek cuenta con tres soles, lo cual hace imposible la existencia de la noche en el planeta. No obstante, algunas imágenes nos muestran al planeta con un lado oscuro lo cual contradiría esa situación. De cualquier modo, el planeta en promedio, tarda unos 130 días en dar toda la vuelta sobre su órbita. Los 130 días en Namek es el año para ellos en su calendario.

### S
Sullan Voe: En la serie de televisión V, emitida entre mayo de 1983 y marzo de 1985, Sullan Voe era el nombre del planeta de los Visitantes reptiles que arribaban a Tierra. Sullan Voe es el cuarto planeta en distancia de la estrella llamada en la Tierra Sirius. Esta afirmación la declaró el primer Comandante Supremo de la Flota, John (Richard Herd) en su discurso de llegada a Tierra en el primer episodio, si bien el nombre exacto del planeta y su imagen no se reveló hasta el episodio 24 (correspondiente al 19 de la serie semanal) en boca del inspector general y comandante supremo Philip (Frank Ashmore).

## Libros
- Comins, Neil F. (1993). What If the Moon Didn't Exist.
- Gillette, Stephen. World-Building. Writer's Digest Books.
- Stableford, Brian. The Dictionary of Science Fiction Places.